# Macrometrula
Macrometrula  is een monotypisch geslacht van paddenstoelen in de familie Psathyrellaceae. Het bevat alleen Macrometrula rubriceps.